# Grutas de Lummelunda
As Grutas de Lummelunda (Lummelundagrottorna) são um sistema de grutas, com mais de 4 km de galerias, localizadas a 18 km a nordeste da cidade de Visby, na ilha sueca da Gotlândia no Mar Báltico. 

As galerias foram formadas pela ação de águas subterrâneas sobre rochas calcárias. São uma das maiores atrações turísticas da Gotlândia, tendo sido abertas ao público na década de 1950.